# Beasley (Teksas)
Beasley je grad u američkoj saveznoj državi Teksas. Prema popisu stanovništva iz 2010. u njemu je živjelo 641 stanovnika.